# Marcel Bozzuffi
Marcel Louis Édouard Bozzuffi (Rennes, 28 ottobre 1928 – Parigi, 1º febbraio 1988) è stato un attore, doppiatore e regista francese.

## Biografia

Marcel Bozzuffi in Roma, l'altra faccia della violenza (1976)

Marcel Bozzuffi, di origini parmensi, si diplomò alla scuola d'arte drammatica Cours Simon a Parigi. Iniziò la sua carriera d'attore interpretando ruoli tipici dei film noir, ma affrontò anche ruoli drammatici lavorando in Fatti di gente perbene (1974) di Mauro Bolognini e Cadaveri eccellenti (1976) di Francesco Rosi, e anche commedie come Il cappotto di Astrakan (1980) di Marco Vicario. Fu anche tra i protagonisti di film del genere poliziesco all'italiana degli anni settanta, come Quelli della calibro 38 (1976), La polizia è sconfitta (1977). Bozzuffi prese inoltre parte alla serie televisiva italiana L'ombra nera del Vesuvio (1987), interpretando il ruolo di un camorrista senza scrupoli. Lavorò anche negli Stati Uniti accanto a Gene Hackman nel film Il braccio violento della legge (1971). Uno degli ultimi ruoli importanti di Bozzuffi fu nel film Identificazione di una donna (1982) di Michelangelo Antonioni.

## Vita privata

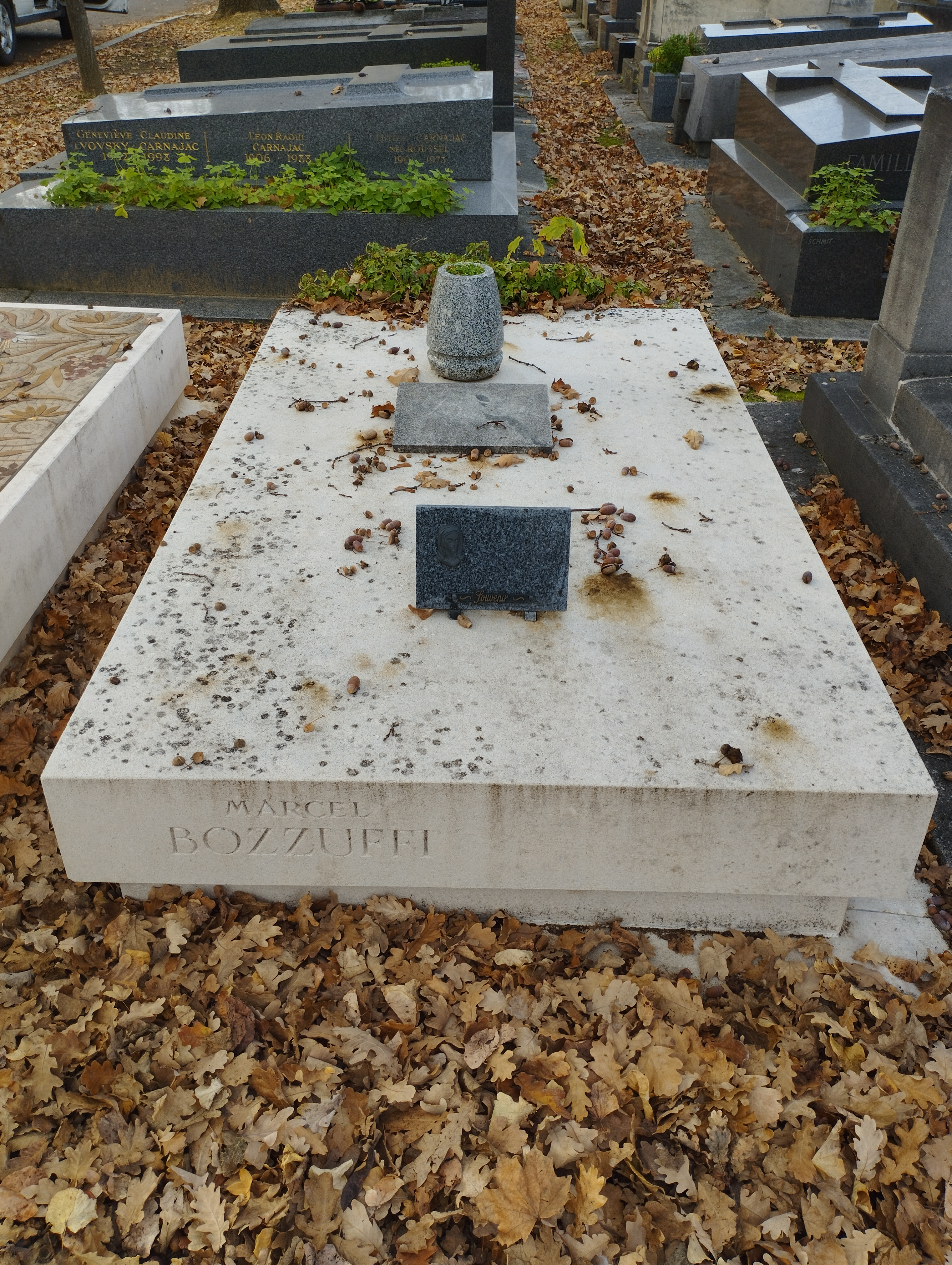
La tomba di Marcel Bozzuffi

Sposato dal 1963 con l'attrice Françoise Fabian, Bozzuffi morì a Parigi a 59 anni il 1º febbraio 1988, a seguito di una lunga malattia. Riposa nel  cimitero di Montparnasse di Parigi.

## Filmografia parziale

### Attore
- La grande razzia (Razzia sur la chnouf), regia di Henri Decoin (1954) – non accreditato
- Il figlio di Caroline chérie (Le Fils de Caroline chérie), regia di Jean Devaivre (1955) – non accreditato
- 0/1327 dipartimento criminale (Chantage), regia di Guy Lefranc (1955)
- I giganti (Gas-Oil), regia di Gilles Grangier (1955)
- Gli anni che non ritornano (La meilleure part), regia di Yves Allégret (1955)
- Il fantastico Gilbert (Le pays d'où je viens), regia di Marcel Carné (1956)
- Il dado è tratto (Reproduction interdite), regia di Gilles Grangier (1957)
- Delitto blu (Escapade), regia di Ralph Habib (1957)
- Una notte a Parigi (Asphalte), regia di Hervé Bromberger (1959)
- La rapina di Montparnasse (Le caïd), regia di Bernard Borderie (1960)
- I giganti dell'oro nero (Le Sahara brûle), regia di Michel Gast (1961)
- Tintin et le mystère de la toison d'or, regia di Jean-Jacques Vierne (1961)
- Il giorno e l'ora (Le Jour et l'Heure), regia di René Clément (1962)
- Maigret e i gangsters (Maigret voit rouge), regia di Gilles Grangier (1963)
- Allarme dal cielo (Le ciel sur la tête), regia di Yves Ciampi (1965)
- Vagone letto per assassini (Compartiment tueurs), regia di Costa Gavras (1965) – non accreditato
- Rififi internazionale (Du rififi à Paname), regia di Denys de La Patellière (1966)
- Tutte le ore feriscono... l'ultima uccide (Le Deuxième Souffle), regia di Jean-Pierre Melville (1966)
- La vita, l'amore, la morte (La vie, l'amour, la mort), regia di Claude Lelouch (1969)
- Un tipo che mi piace (Un homme qui me plaît), regia di Claude Lelouch (1969)
- Z - L'orgia del potere (Z), regia di Costa Gavras (1969)
- Tempo di violenza (Le temps des loups), regia di Sergio Gobbi (1970)
- Vertigine per un assassino (Vertige pour un tueur), regia di Jean-Pierre Desagnat (1970)
- La signora dell'auto con gli occhiali e un fucile (The Lady in the Car with Glasses and a Gun), regia di Anatole Litvak (1970)
- Conto alla rovescia (Comptes à rebours), regia di Roger Pigaut (1971)
- Il braccio violento della legge (The French Connection), regia di William Friedkin (1971)
- 7 cervelli per un colpo perfetto (Trois milliards sans ascenseur), regia di Roger Pigaut (1972)
- Torino nera, regia di Carlo Lizzani (1972)
- Images, regia di Robert Altman (1972)
- Regolamento di conti (Les hommes), regia di Daniel Vigne (1972)
- Un battito d'ali dopo la strage (Le fils), regia di Pierre Granier-Deferre (1972)
- Valdez il mezzosangue, regia di Duilio Coletti (1973)
- Contratto marsigliese (The Marseille Contract), regia di Robert Parrish (1974)
- Hold-Up - Istantanea di una rapina, regia di Germán Lorente (1974)
- Fatti di gente perbene, regia di Mauro Bolognini (1974)
- Il giorno del toro (Caravan to Vaccarès), regia di Geoffrey Reeve (1974)
- Lo Zingaro (Le gitan), regia di José Giovanni (1975)
- Roma drogata la polizia non può intervenire, regia di Lucio Marcaccini (1975)
- Cadaveri eccellenti, regia di Francesco Rosi (1976)
- Roma, l'altra faccia della violenza, regia di Franco Martinelli (1976)
- Quelli della calibro 38, regia di Massimo Dallamano (1976)
- Il giudice d'assalto (Le juge Fayard dit Le Shériff), regia di Yves Boisset (1977)
- La bandera - Marcia o muori (March or Die), regia di Dick Richards (1977)
- La polizia è sconfitta, regia di Domenico Paolella (1977)
- 6000 km di paura, regia di Albert Thomas (1978)
- Il cappotto di Astrakan, regia di Marco Vicario (1979)
- Casablanca Passage (The Passage), regia di J. Lee Thompson (1979)
- Linea di sangue (Bloodline), regia di Terence Young (1979)
- Il vizietto II (La cage aux folles II), regia di Édouard Molinaro (1980)
- Luca il contrabbandiere, regia di Lucio Fulci (1980)
- Il morso del ragno (Le cercle des passions), regia di Claude d'Anna (1983)
- Identificazione di una donna, regia di Michelangelo Antonioni (1983)

### Doppiatore
- Lucky Luke in Daisy Town

## Doppiatori italiani
Nelle versioni in italiano dei suoi film Marcel Bozzuffi è stato doppiato da:
- Pino Locchi in Regolamento di conti, Lo Zingaro, Roma drogata la polizia non può intervenire, La polizia è sconfitta, Luca il contrabbandiere
- Sergio Tedesco in Z - l'orgia del potere, Tempo di violenza
- Sergio Graziani in Valdez il mezzosangue, Roma, l'altra faccia della violenza
- Glauco Onorato in Quelli della calibro 38, La bandera - Marcia o muori
- Giuseppe Rinaldi in Il dado è tratto
- Renzo Palmer in Conto alla rovescia
- Ferruccio Amendola in 7 cervelli per un colpo perfetto
- Arturo Dominici in Torino nera
- Gianni Marzocchi in Images
- Sergio Fiorentini in Contratto marsigliese
- Paolo Ferrari in Fatti di gente perbene
- Vittorio Di Prima in Cadaveri eccellenti
- Michele Gammino in Linea di sangue
- Dario Penne in Il cappotto di Astrakan
- Pietro Biondi in Il vizietto II
- Oreste Lionello in Identificazione di una donna
- Pino Colizzi in L'ombra nera del Vesuvio

Da doppiatore è sostituito da:
- Franco Agostini in Lucky Luke
- Alberto Angrisano in Lucky Luke (ridoppiaggio)